# Darja Alexejewna Derschawina

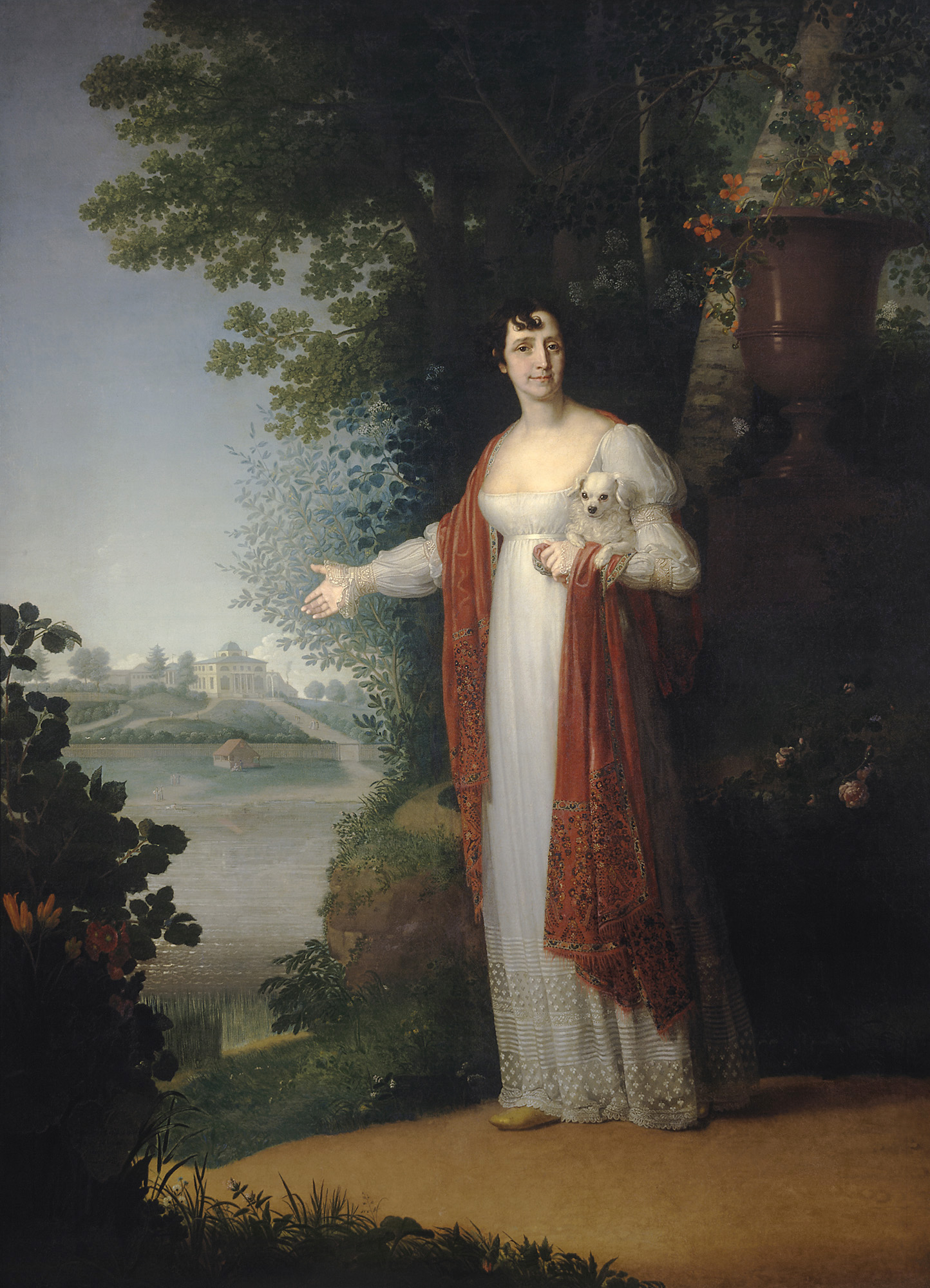
Darja Alexejewna Derschawina vor dem Herrenhaus Swanka (W. L. Borowikowski, 1813, Tretjakow-Galerie)

Darja Alexejewna Derschawina, geboren Darja Alexejewna Djakowa, (russisch Дарья Алексеевна Державина, Geburtsname russisch Дарья Алексеевна Дьякова; * 8. Märzjul. / 19. März 1767greg.; † 16. Junijul. / 28. Juni 1842greg. im Herrenhaus Swanka bei Tschudowo) war eine russische Gutsbesitzerin und Mäzenin.

## Leben
Darja Alexejewna war eine der fünf Töchter des Oberprokurors des Senats Alexei Afanasjewitsch Djakow und seiner Frau Fürstin Awdotja Petrowna Myschezka. Ihre Schwester Alexandra Alexewna heiratete den Dichter Wassili Wassiljewitsch Kapnist, Marija Alexejewna heiratete den Architekten Nikolai Alexandrowitsch Lwow, und eine Schwester heiratete den Grafen Jakow Fjodorowitsch Stenbock. Darja Alexejewna erhielt eine gute häusliche Erziehung. Sie liebte besonders die Musik und spielte Harfe. Dank der verwandtschaftlichen Beziehungen der Eltern wurde sie in der höheren St. Petersburger Gesellschaft gut bekannt. Zusammen mit ihren Schwestern glänzte sie auf den Abenden im St. Petersburger Haus Lew Alexandrowitsch Naryschkins und tanzte die Quadrille mit Großfürst Pawel Petrowitsch.
Nach dem Tode ihres Vaters 1791 zog Darja Alexejewna nach Reval zu ihrer Schwester Gräfin Stenbock, mit der sie Ende 1794 nach St. Petersburg zurückkehrte. Die ihr gut bekannte Frau Jekaterina Jakowlewna Derschawina des Freundes Gawriil Romanowitsch Derschawin ihrer beiden Schwäger Lwow und Kapnist war gerade verstorben. Im Januar 1795 heirateten Darja Alexejewna und Derschawin.
Darja Derschawina blieb kinderlos. Sie umsorge auf Derschawins Landgut Swanka bei Tschudowo ihren Mann, der sich für die Künste und weniger für das praktische Leben interessierte. Sie leitete die Gutswirtschaft und verwaltete und mehrte das Vermögen durch Kauf und Verkauf von Grundstücken, wobei sie ihre Bauern schützte. Als 1807 ihre verwitwete Schwester Marija Alexejewna starb, nahm Derschawina deren Kinder auf.
Nach dem Tode ihres Mannes 1816 lebte Derschawina allein auf dem ererbten Gut Swanka. Sie befreundete sich mit Graf Alexei Andrejewitsch Araktschejew auf dem Nachbargut Grusino und mit Gräfin Anna Alexejewna Orlowa-Tschesmenskaja und dem Archimandriten Photios, der sich einen großen Einfluss auf Derschawina zuschrieb. Alexander Sergejewitsch Puschkin wandte sich nach seiner Reise nach Orenburg 1834 an Derschawina mit der Bitte um Materialien ihres Mannes über den Pugatschow-Aufstand.
Derschawina wurde neben ihrem Mann im Kloster Chutyn am Wolchow bei Nowgorod begraben. In ihrem Testament hatte sie, abgesehen von einem großen Teil ihres Vermögens für Verwandte und Diener, 30.000 Rubel in russischen Assignaten für Stipendien für Studenten der Universität Kasan bestimmt sowie ein Kapital für den Bau eines Heims für aus der Haft Entlassene. Um die Existenz von Swanka zur Erinnerung an Derschawin zu sichern, bestimmte sie 50.000 Assignatenrubel für die Einrichtung eines Frauenklosters in Swanka und richtete eine Stiftung von 100.000 Assignatenrubel für den Unterhalt des Klosters ein. Das Swanka-Kloster mit der Derschawin-Frauenschule wurde erst 1869 eröffnet.